# Suchumi
Suchumi (gruz. სოხუმი, Sochumi; abchaski Аҟәа, Akła; ros. Сухум, Suchum) – de iure stolica republiki autonomicznej Abchazji wchodzącej w skład Gruzji, jednak de facto stolica państwa nieuznawanego.
Miasto jest ulokowane w zatoce, na wschodnim wybrzeżu Morza Czarnego. Znane z sanatoriów, źródeł mineralnych i łagodnego, podzwrotnikowego klimatu. W 2019 ludność miasta wynosiła nieco ponad 65 tys. mieszkańców.
Do roku 1992, czyli do wybuchu wojny gruzińsko-abchaskiej, było ważnym węzłem komunikacyjnym oraz centrum turystycznym, miastem wielokulturowym i wielonarodowościowym. W powszechnym użyciu było dziewięć języków (z abchaskim, gruzińskim i rosyjskim na czele).
W mieście działa kilka instytutów naukowych, z których najważniejszym jest Uniwersytet Abchaski.
W czasach sowieckich w Suchumi znajdowała się stacja hodowli małp. W mieście prowadzono także badania nad bronią jądrową. W latach 1945–1954 miejscowe laboratorium fizyki elektronowej zaangażowane było w program budowy radzieckiej bomby atomowej.

## Historia

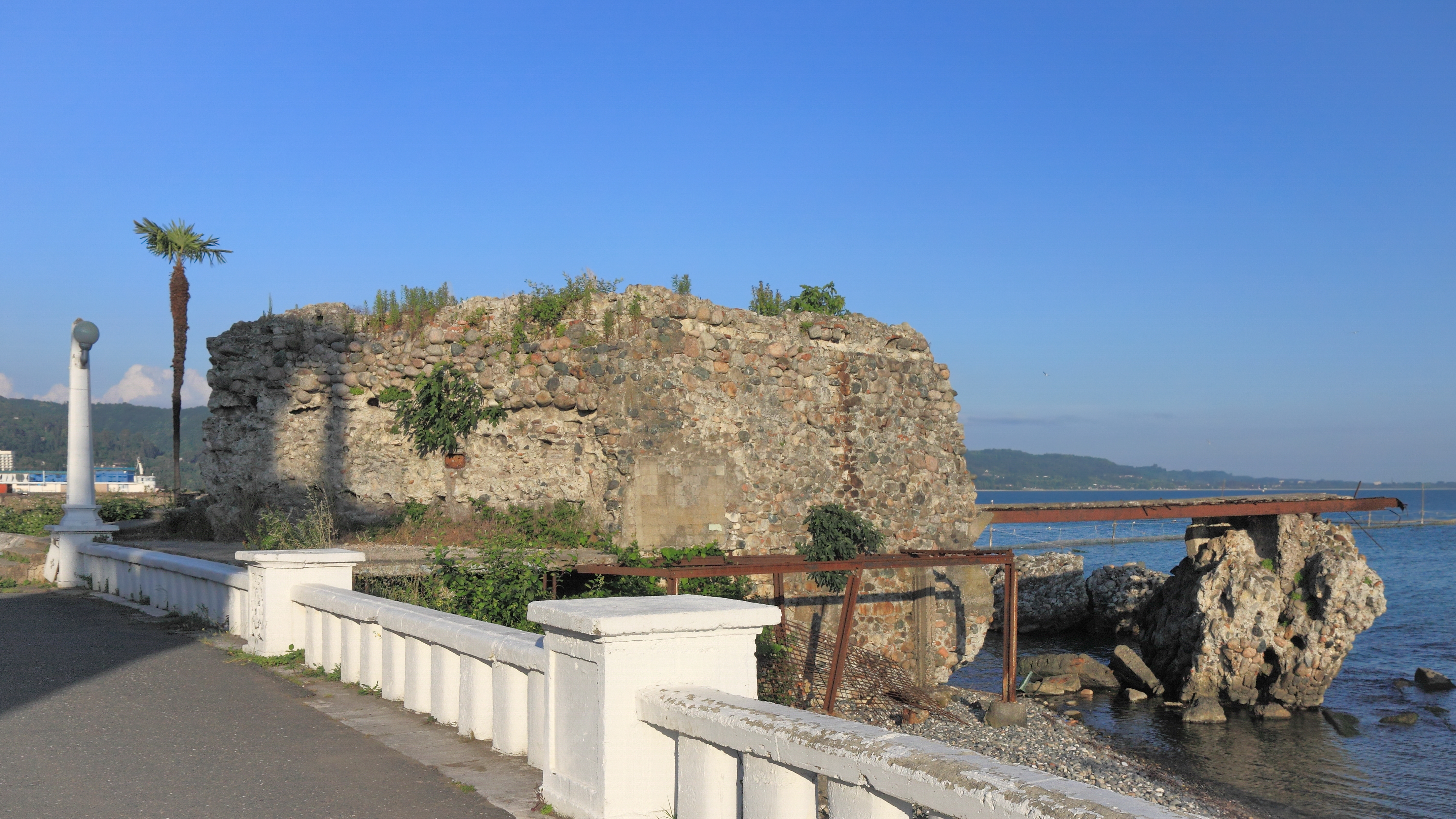
Ruiny antycznej Dioskurii

Suchumi jest spadkobiercą greckiej kolonii Dioskuria, która została założona w VI w. p.n.e. W okresie panowania rzymskiego i bizantyjskiego miasto nosiło nazwę Sebastopolis. We wczesnym średniowieczu osada określano mianem Cchum, co w języku gruzińskim oznacza grab (rodzaj drzewa). Pełniła ona funkcję fortecy Księstwa Apsilae, a następnie Królestwa Abchaskiego, które pod koniec X wieku przeistoczyło się w Królestwo Gruzji. W konsekwencji upadku Królestwa Gruzji, w końcu XV wieku Suchumi stało się główną twierdzą Księstwa Abchaskiego. Po zdobyciu terytorium dzisiejszej Abchazji i Gruzji przez Turków, Suchumi (przemianowane na Suhum-Kale) stało się jednym z bastionów Imperium osmańskiego na granicy z Rosją. Pełniło tę rolę do roku 1810, kiedy wraz z Księstwem Abchaskim wcielono je do Imperium Rosyjskiego.
Podczas wojny abchasko-gruzińskiej na początku lat 90. XX wieku, Suchumi było centrum działań wojennych, które spowodowały duże zniszczenia: doszczętnie zrujnowany został np. budynek Archiwum Narodowego. Miasto nadal odczuwa skutki zarówno wojny, jak też blokady, wynikającej z braku międzynarodowego uznania Abchazji za niezależne państwo.
Do 16 sierpnia 1936 miasto w języku rosyjskim oficjalnie nazywało się Suchum, później przemianowane na odpowiadające językowi gruzińskiemu Suchumi, aby ponownie wrócić do dawnej nazwy Suchum po wojnie gruzińsko-abchaskiej (1992–1993).

## Zabytki i atrakcje turystyczne
Prawdopodobnie najcenniejszym zabytkiem Suchumi jest arkadowy, opatrzony gruzińskimi inskrypcjami most z XII wieku. W mieście znajduje się także XI-wieczny zamek gruzińskiego króla Bagrata III oraz pozostałości kilku systemów fortyfikacji wybudowanych przez Rzymian (mury), miejscowych władców (wieże niegdyś stanowiące część Wielkiego Muru Abchaskiego), Włochów (fort z XIV wieku) i Turków (XVIII-wieczna forteca).
W mieście znajduje się również Ogród Botaniczny Akademii Nauk. Początkowo (około 200 lat temu) odgrywał rolę zielnika, uprawianego przy rosyjskim garnizonie. Pomysłodawcą był polski lekarz, botanik i hodowca roślin – Władysław Bahrynowski, który był długoletnim kierownikiem tego ogrodu (wprowadził do uprawy 30 nowych gatunków roślin). Gdy przeszedł na emeryturę, ogrodem zajął się garnizon. Sprowadzono specjalistów ogrodników, zaczęto uprawiać coraz to nowe, egzotyczne rośliny – m.in. herbatę, drzewo tungowe oraz palmy (które potem rozprzestrzeniły się po całym abchaskim wybrzeżu).
Okolica miasta obfituje w liczne antyczne zabytki. Najważniejszym jest cerkiew św. Jana Chryzostoma w Kaman (12 km od Suchumi) wzniesiona nad grobem świętego Jana Chryzostoma w XI wieku. 22 km od Suchumi leży Nowy Aton (Nowy Athos), średniowieczna stolica Abchazji z pochodzącymi z VIII wieku chrześcijańską świątynią i twierdzą. W mieście znajduje się również monaster o tej samej nazwie założony w 1875 przez mnichów z klasztoru św. Pantelejmona na Athosie.

## Klimat
W mieście panuje klimat ciepły umiarkowany. Opady są znaczne, występują nawet podczas suchych miesięcy. Klimat w mieście został sklasyfikowany jako Cfa zgodnie z systemem Köppena-Geigera. W mieście średnia roczna temperatura wynosi 14,8 °C, zaś średnioroczne opady to 1453 mm. Najsuchszym miesiącem jest maj z opadami na poziomie 96 mm, zaś największe opady występują w grudniu, ze średnią 143 mm. Różnica w opadach pomiędzy najsuchszym a najbardziej mokrym miesiącem wynosi 47 mm. Najcieplejszym miesiącem w roku jest sierpień ze średnią temperaturą 24 °C, z kolei najzimniejszym miesiącem jest styczeń ze średnią temperaturą 5,7 °C. Wahania roczne temperatur wynoszą 18,3 °C.

## Galeria

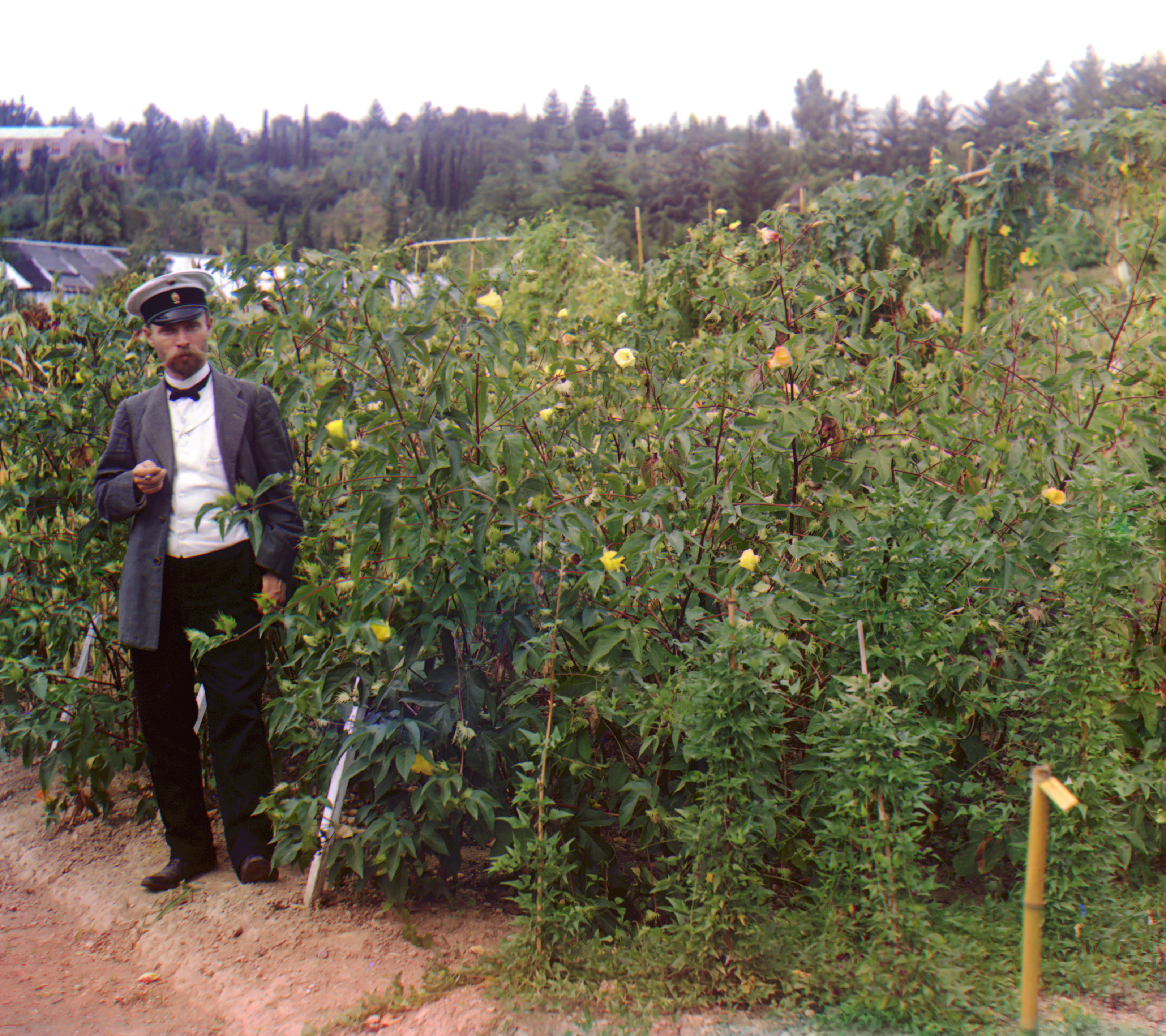
Pole bawełny w Ogrodzie Botanicznym w Suchumi (ok. 1910)
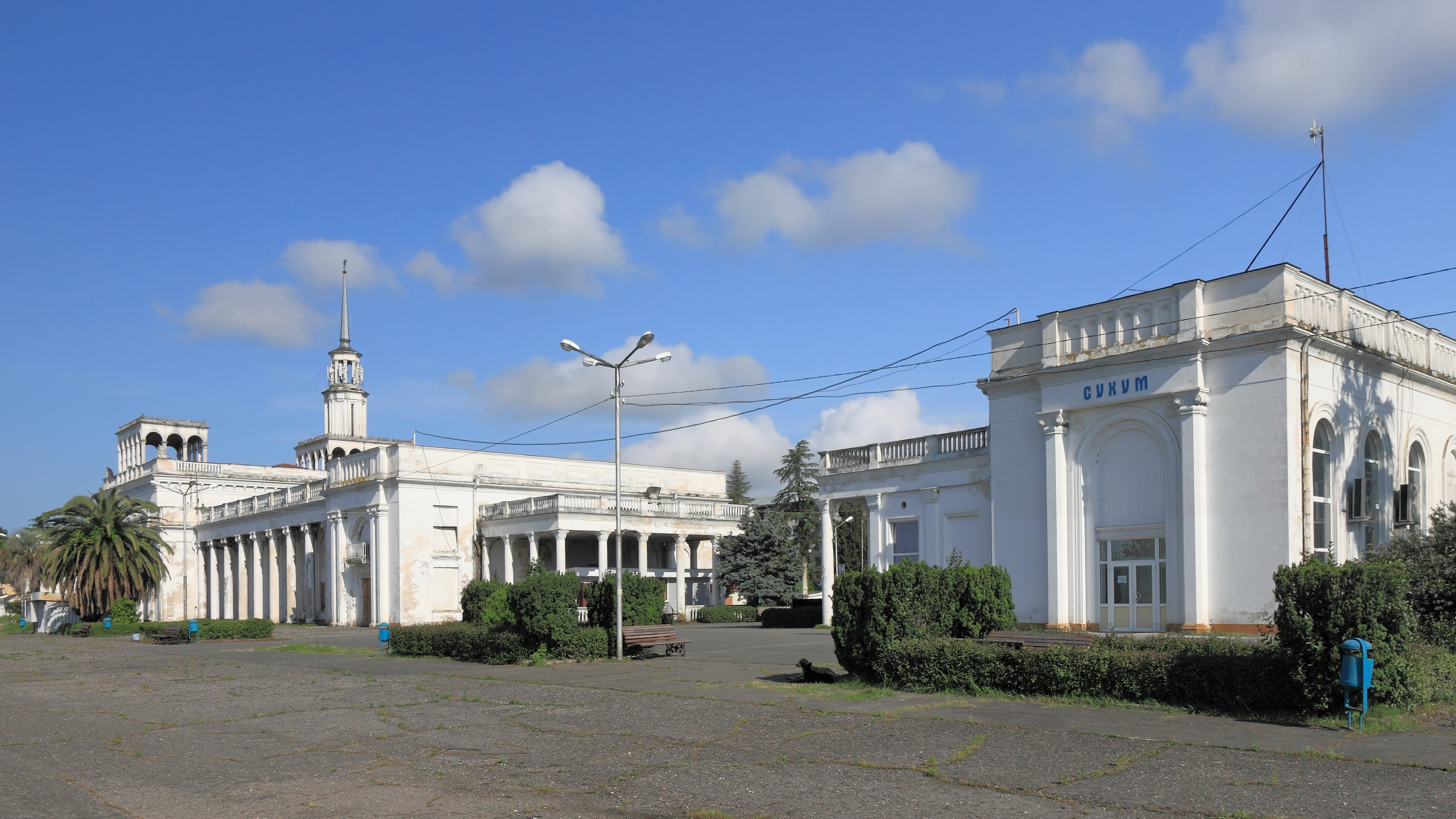
Dworzec kolejowy
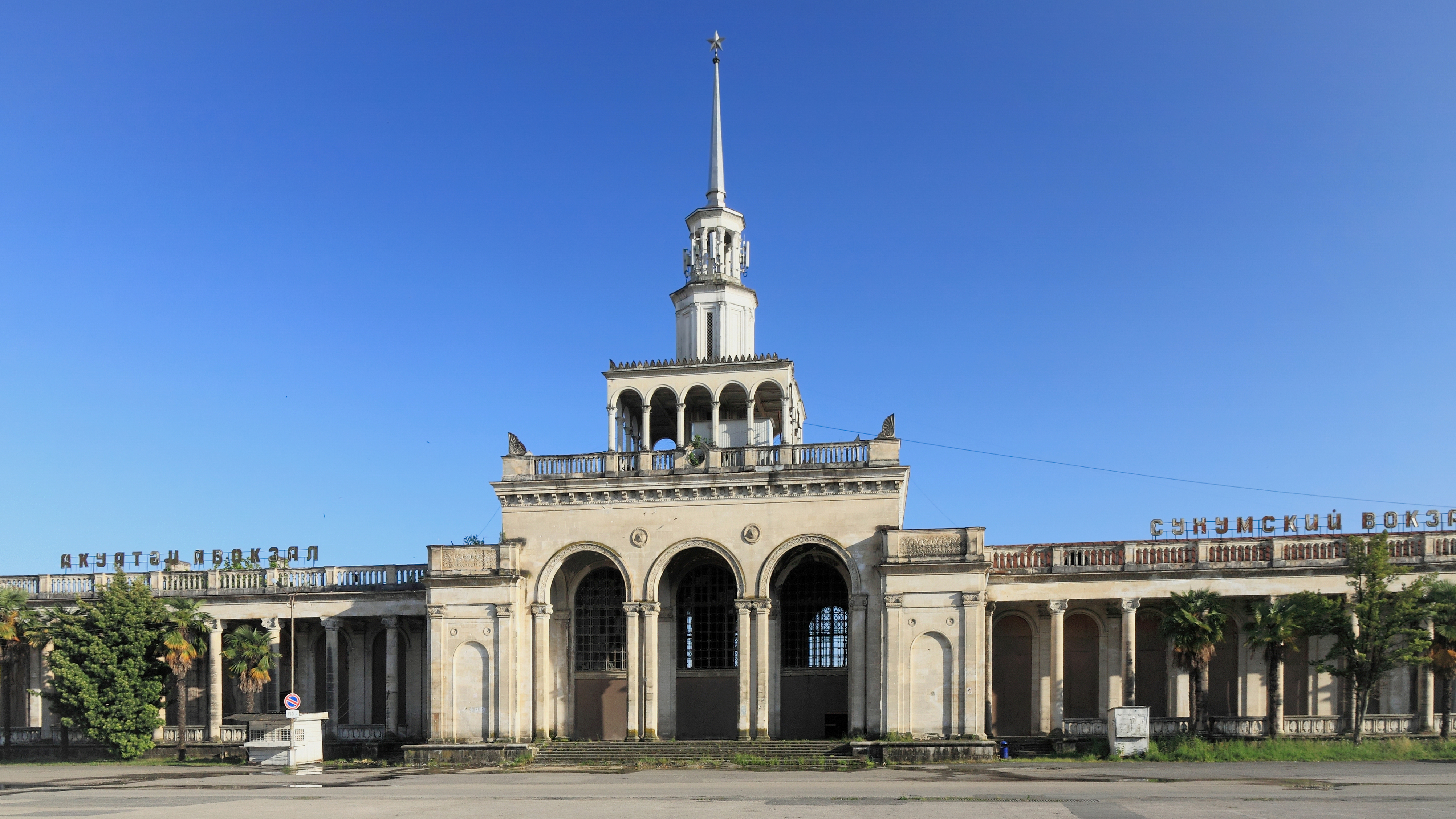
Dworzec kolejowy
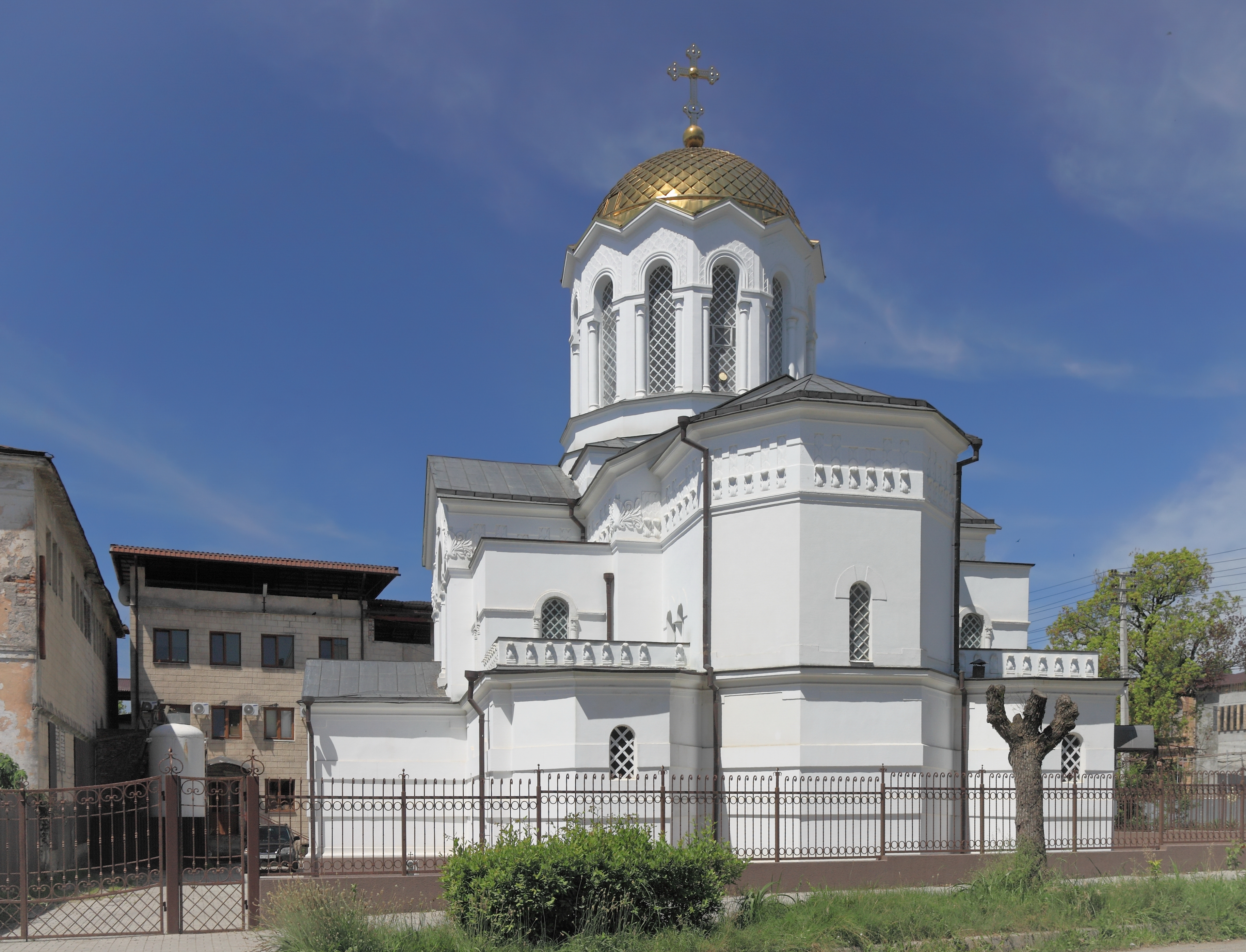
Sobór Zwiastowania
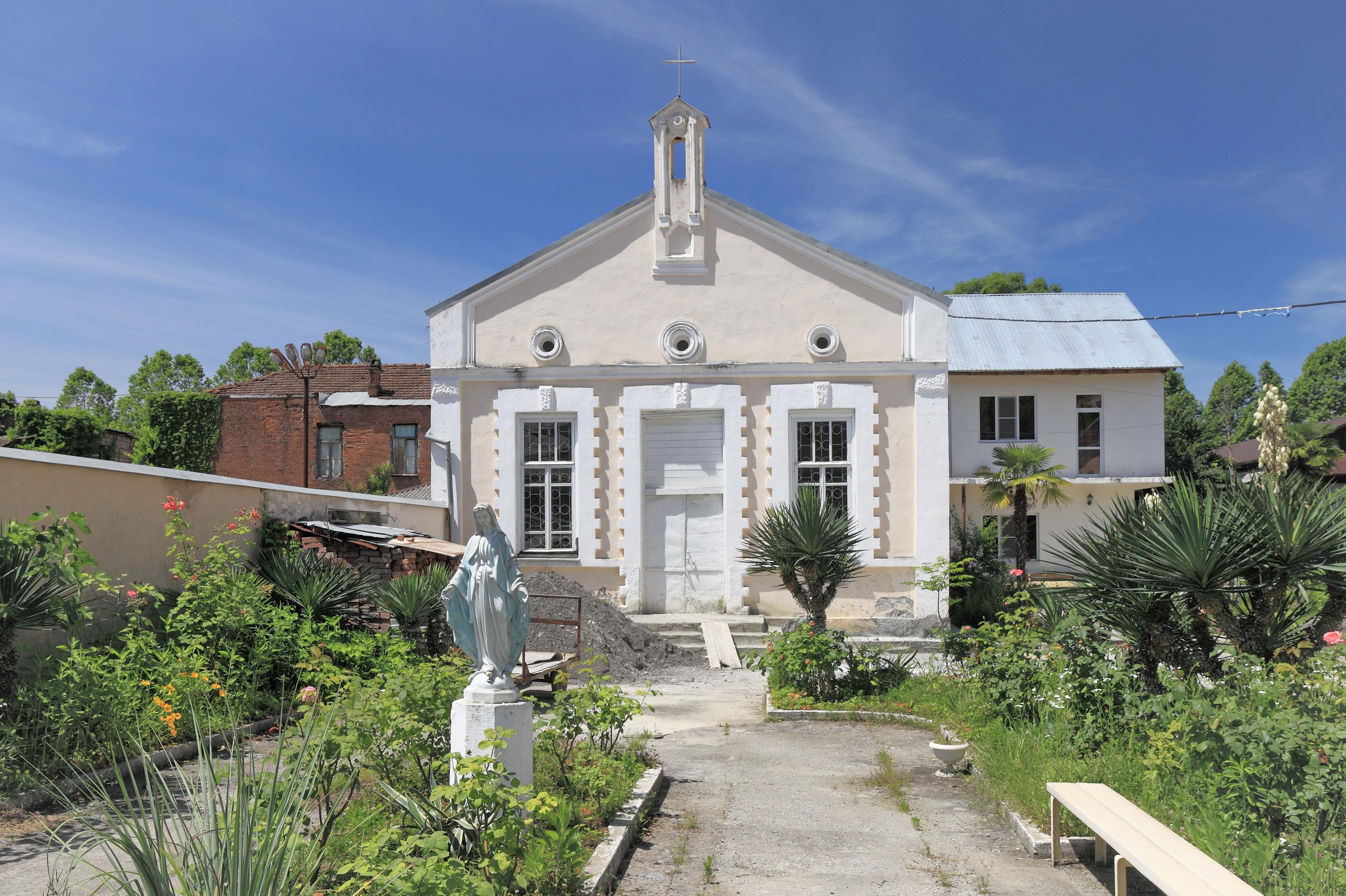
Rzymskokatolicki kościół św. Szymona Apostoła
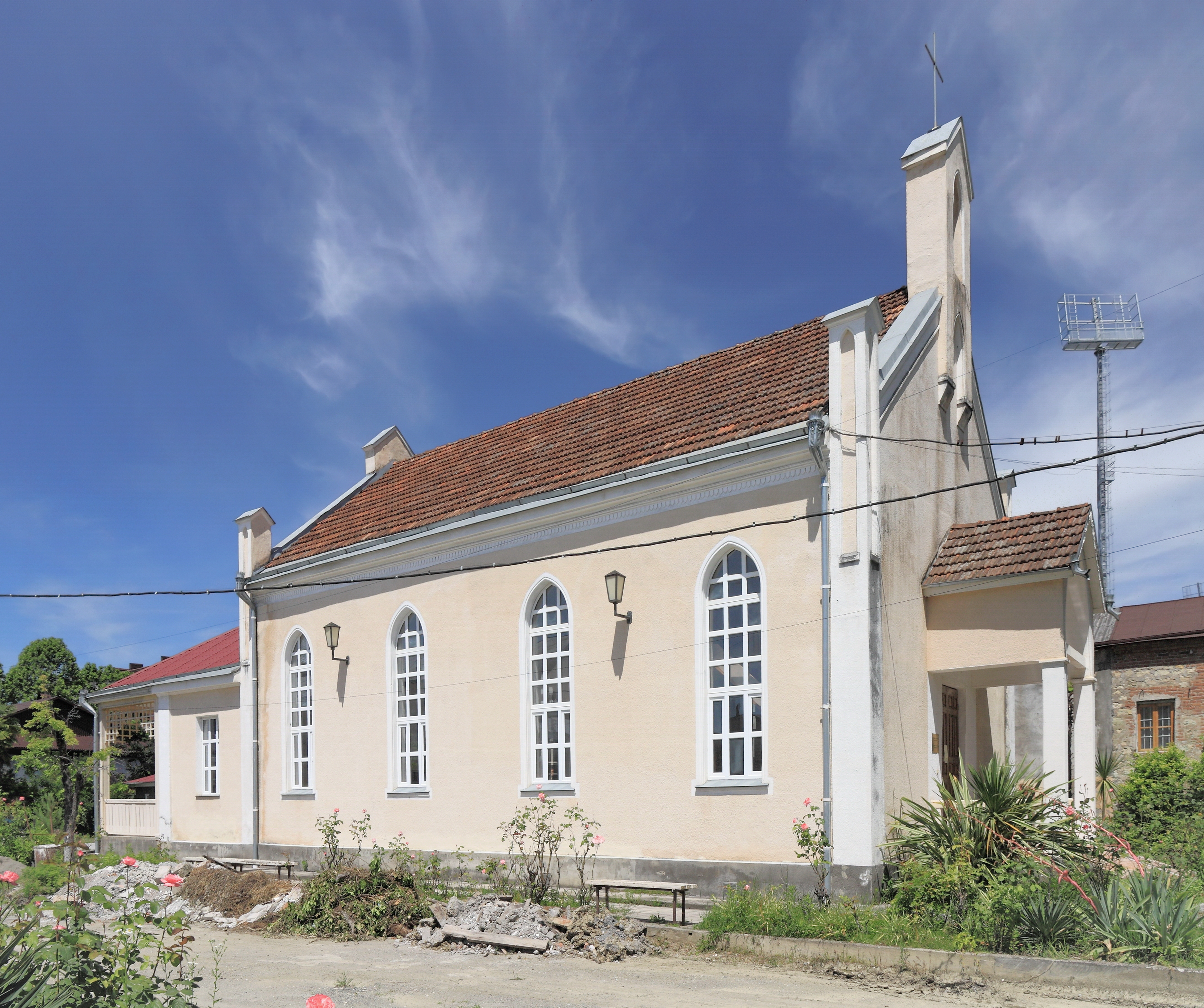
Kościół ewangelicko-luterański św. Jana
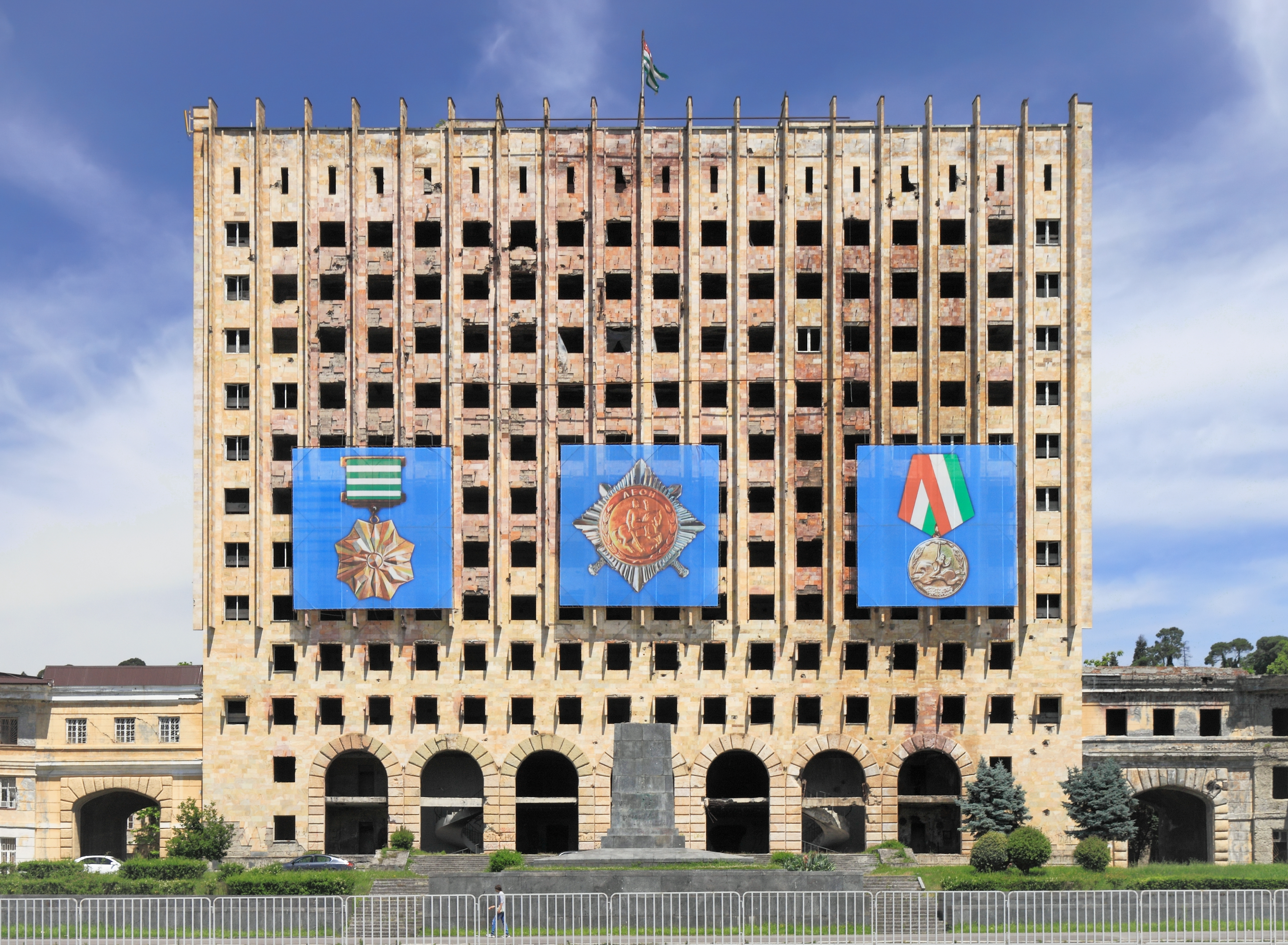
Były budynek Rady Ministrów Radzieckiej Abchazji
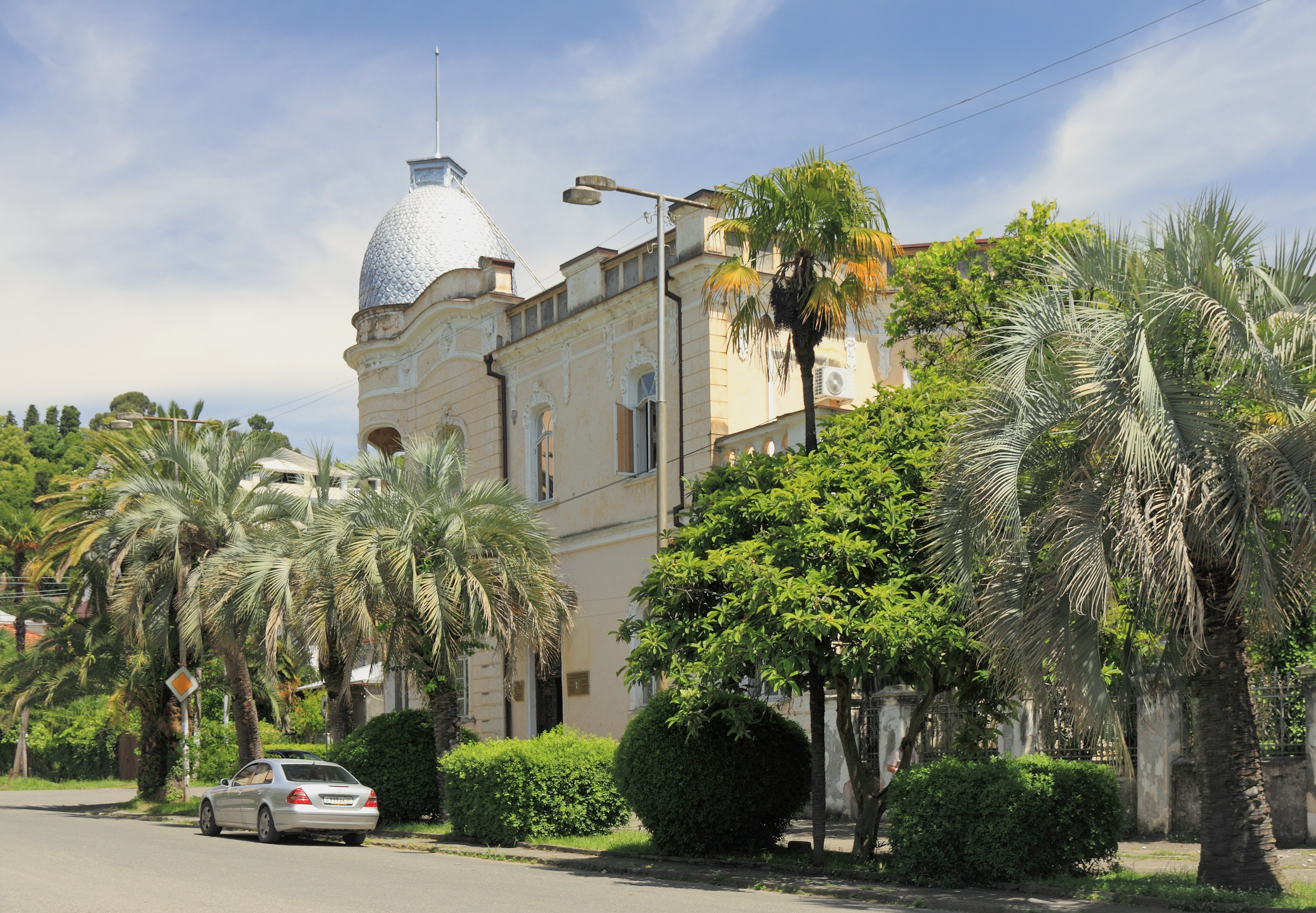
Abchaski Instytut Badań Humanistycznych
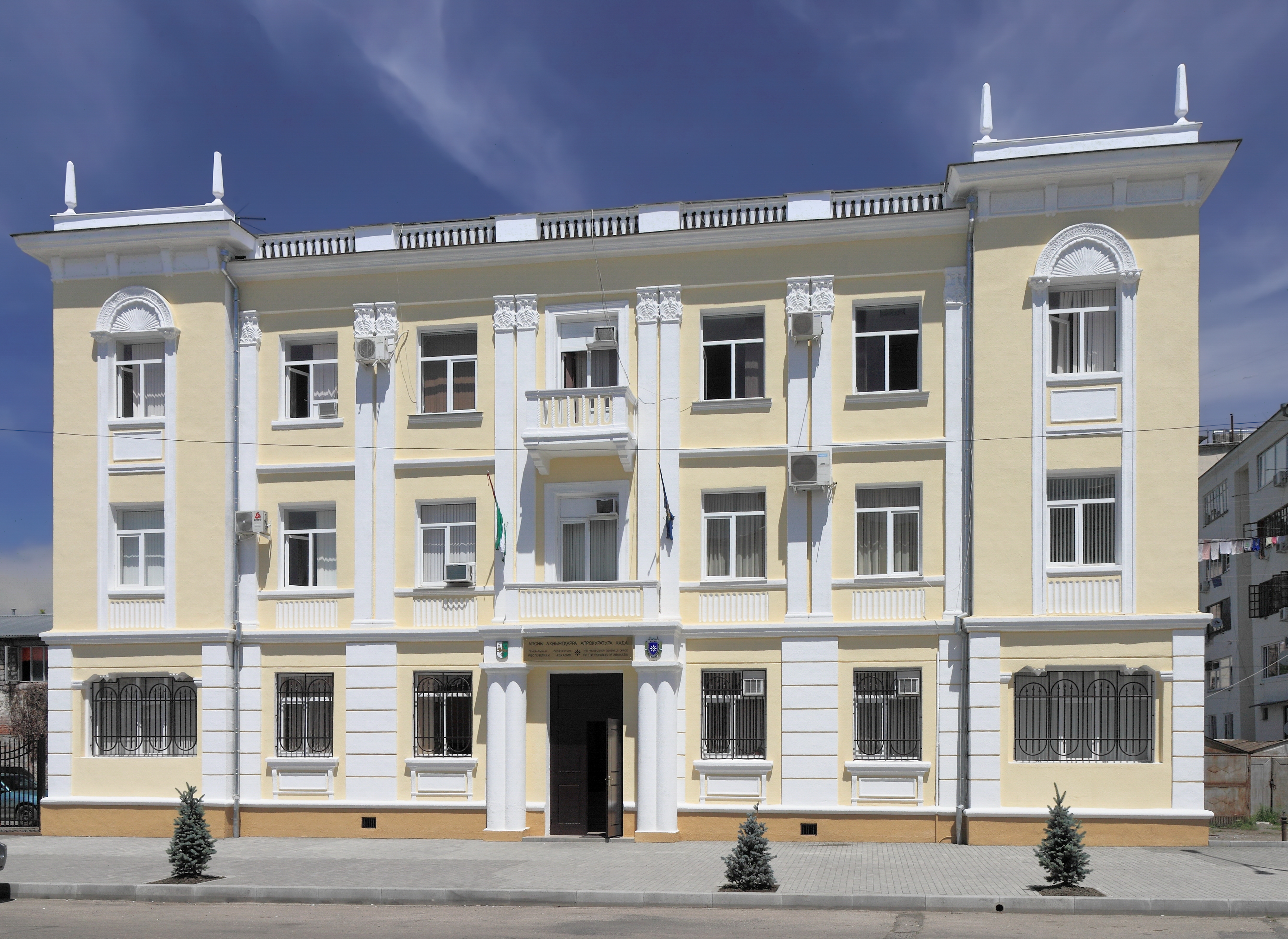
Biuro Prokuratora Generalnego Republiki Abchazji
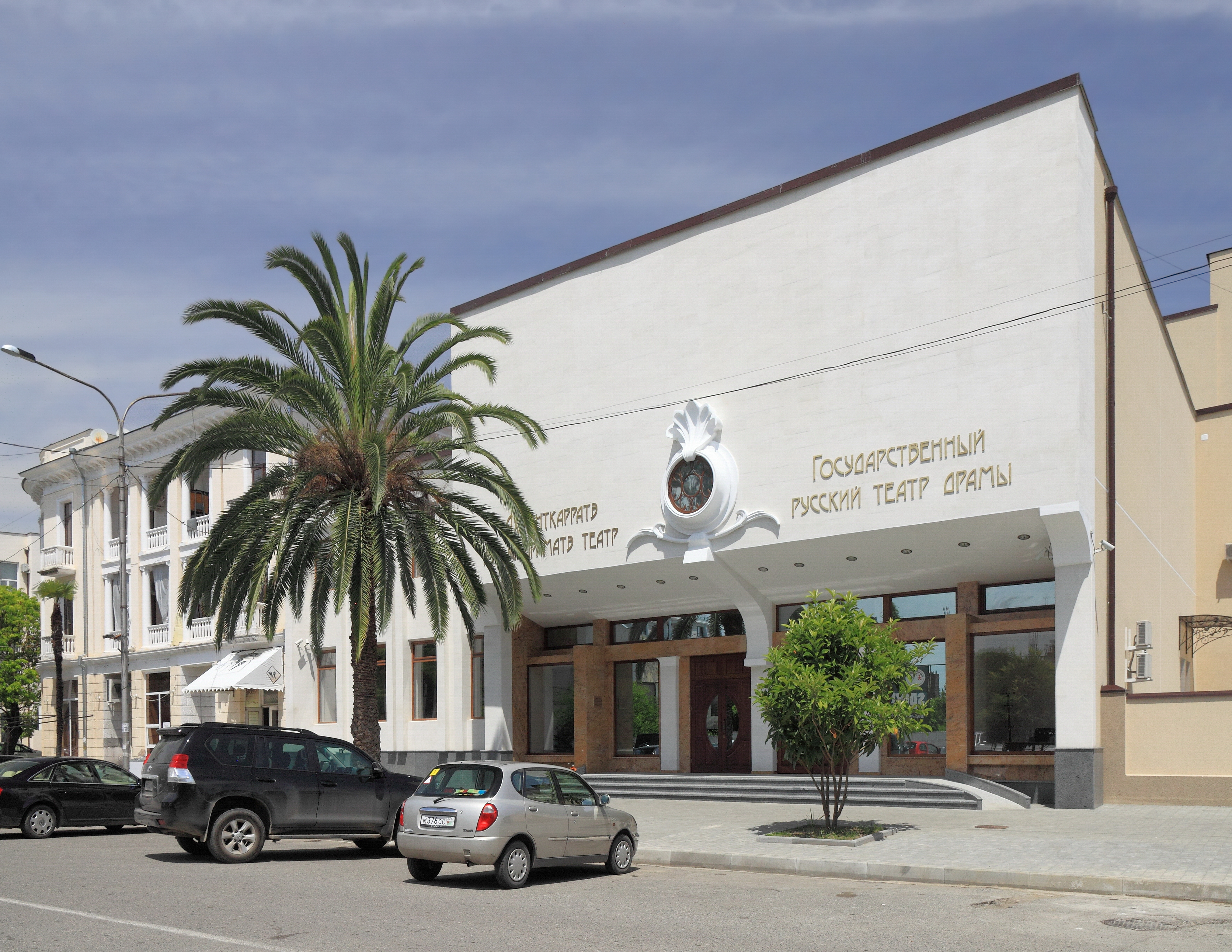
Rosyjski Teatr Dramatyczny
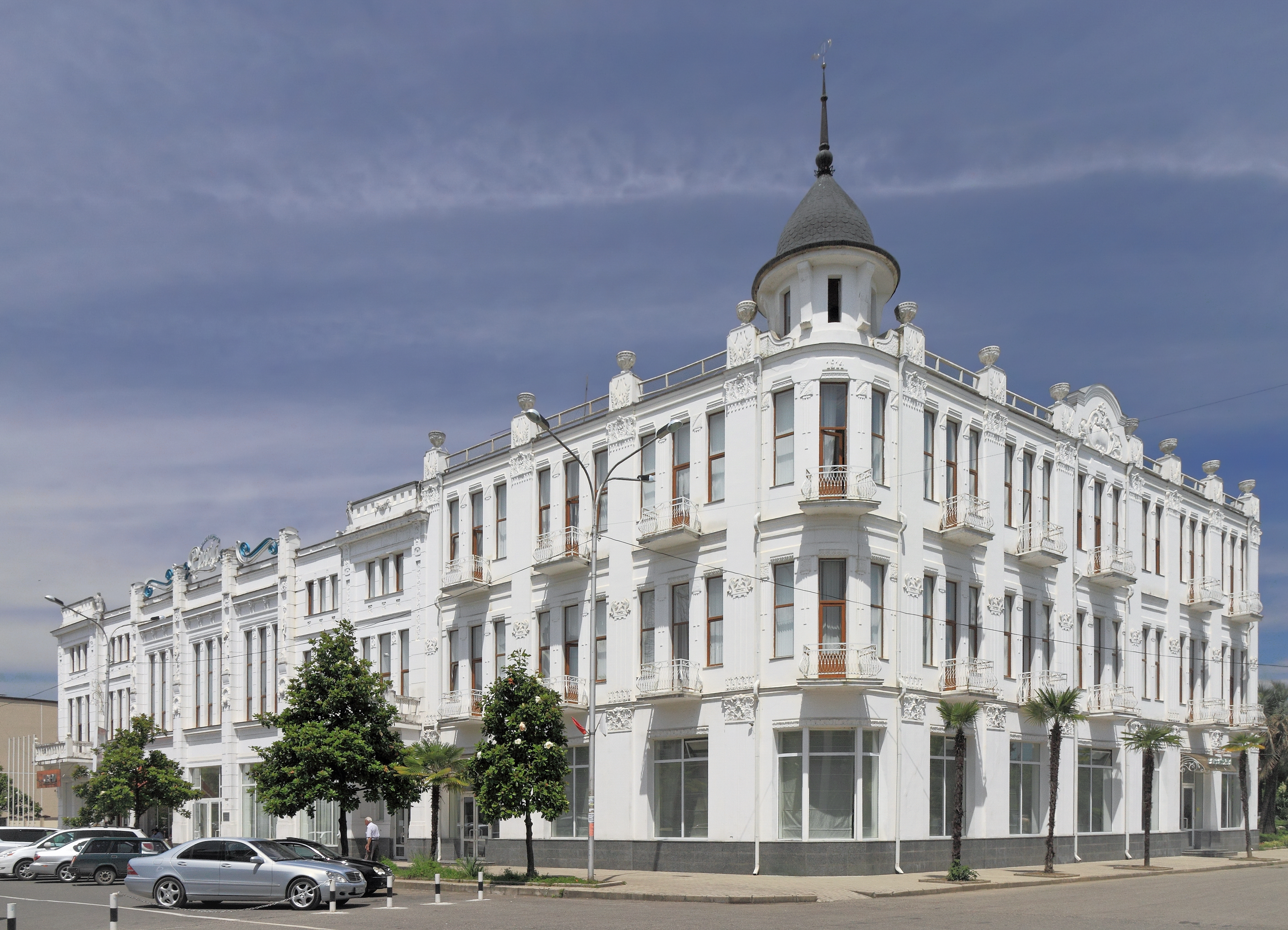
Hotel „Rica” z 1914
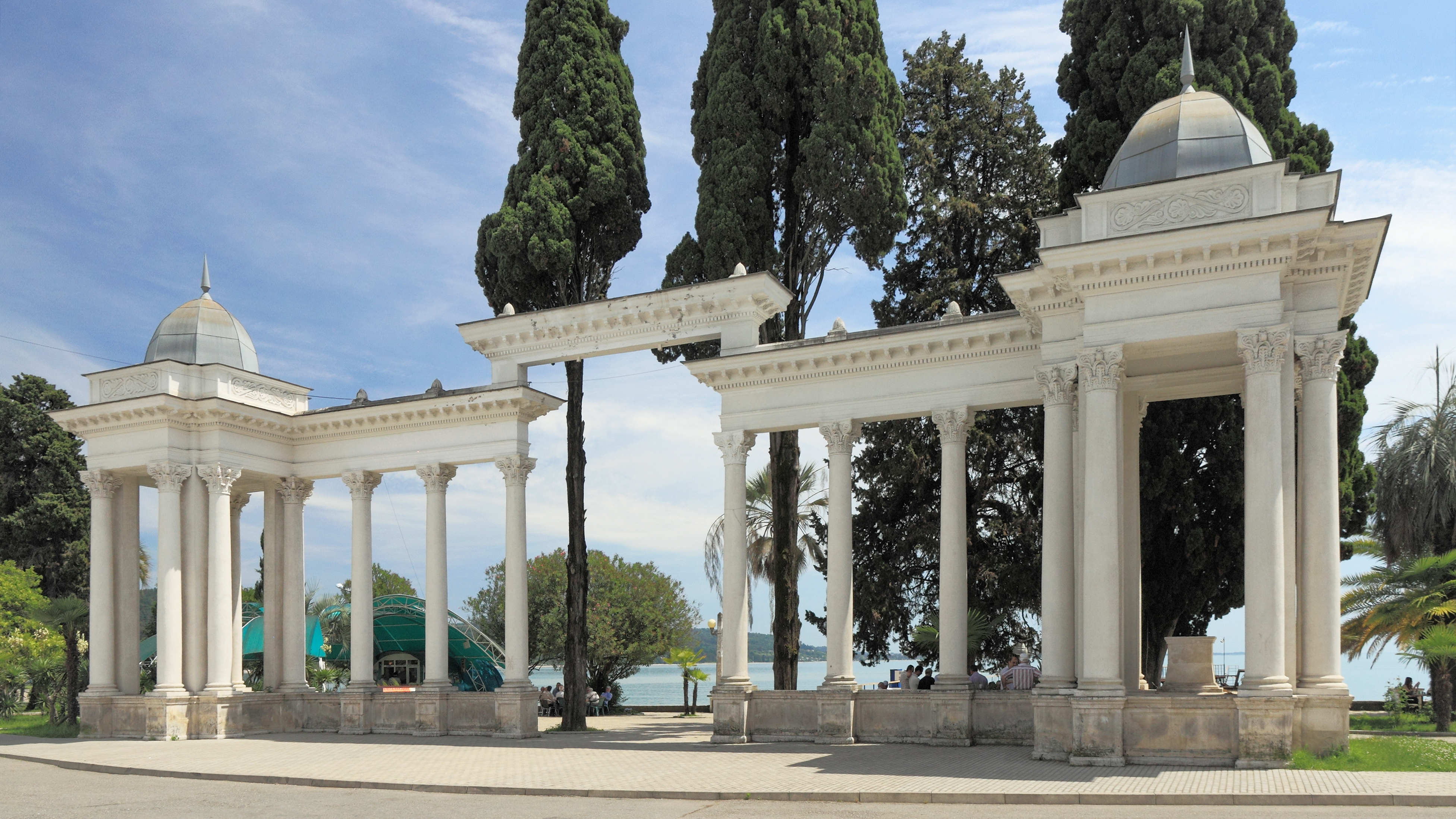
Kolumnada
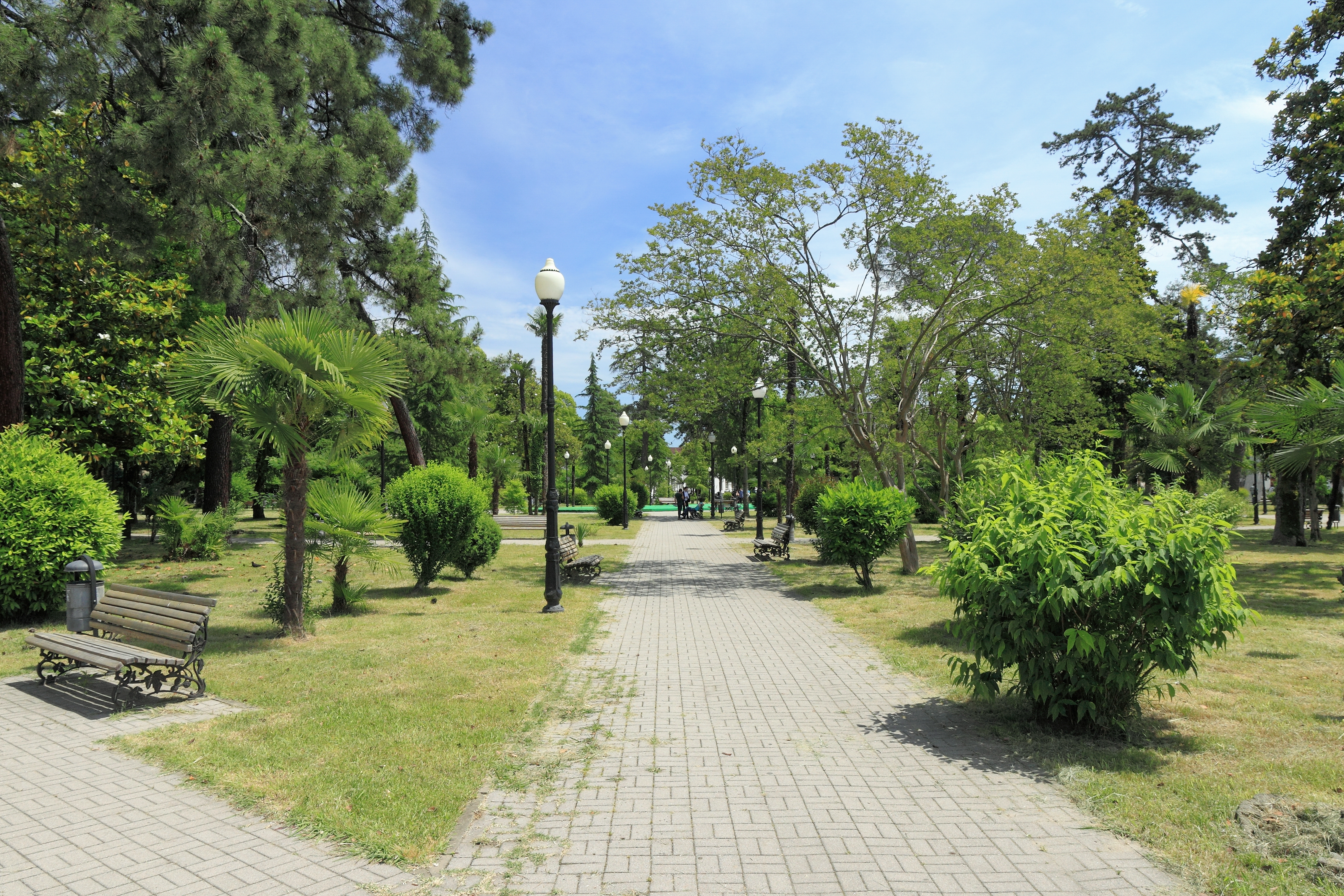
Park imienia Lenina
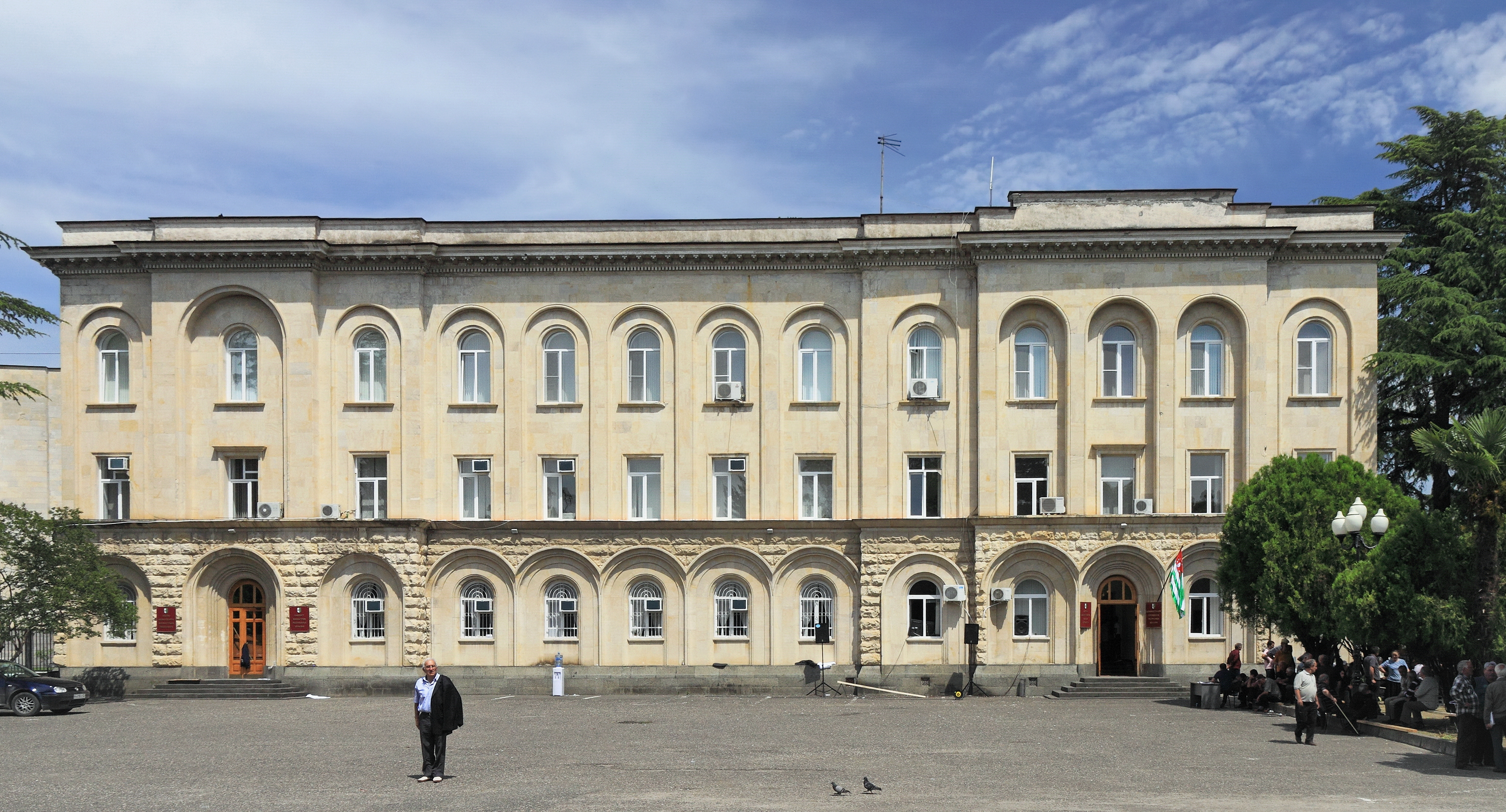
Siedziba rządu i prezydenta Republiki Abchazji
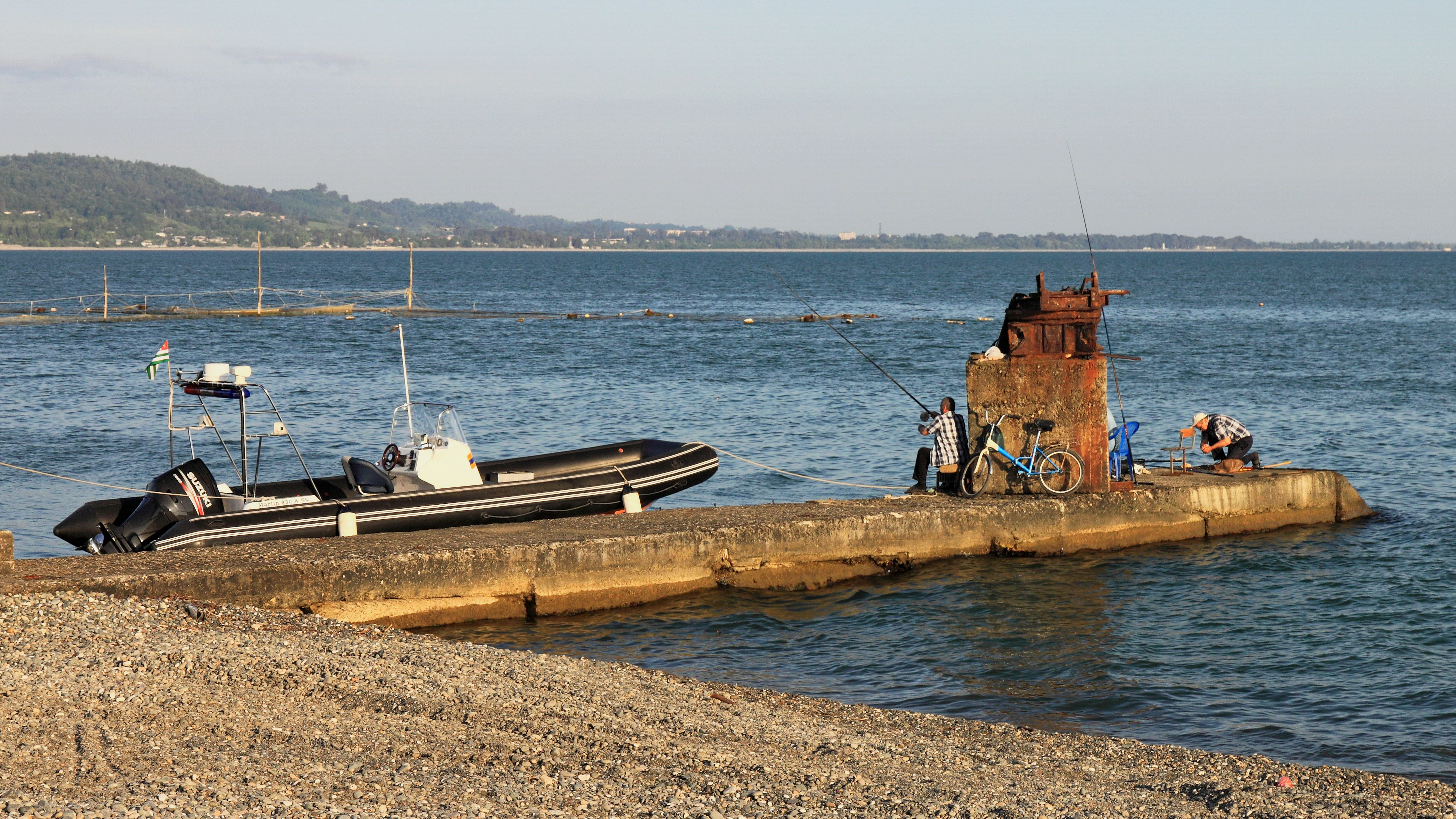
Nabrzeże
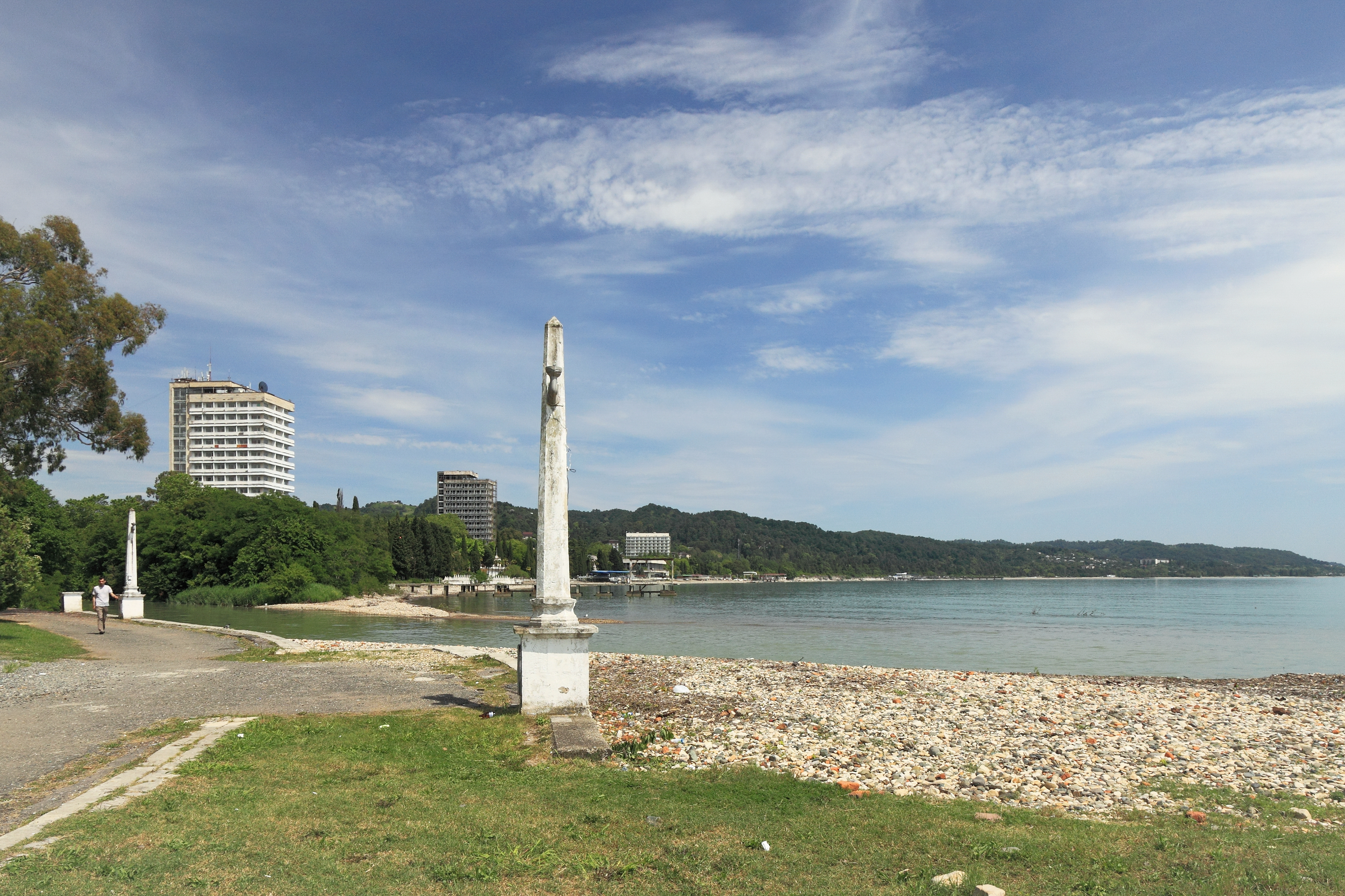
Nabrzeże

## Ludność i skład narodowościowy
W 1989 r. miasto liczyło 119 150 mieszkańców. Do 2011 r. liczba mieszkańców zmalała do 62 914 osób. Skład narodowościowy miasta na podstawie danych rosyjskich, radzieckich i abchaskich na przestrzeni lat:
- 1897[7]:

1. Gruzini: 2 474 (30,93%)
2. Rosjanie: 1 685 (21,07%)
3. Grecy: 1 143 (14,29%)
4. Ormianie: 1 083 (13,54%)
5. Turcy: 323 (4,04%)
6. Ukraińcy: 216 (2,70%)
7. Polacy: 209 (2,61%)
8. Abchazi: 144 (1,80%)
9. Żydzi: 134 (1,68%)
10. Niemcy: 121 (1,51%)

- 1989:

1. Gruzini: 49 460 (41,51%)
2. Rosjanie: 25 739 (21,60%)
3. Abchazi: 14 922 (12,52%)
4. Ormianie: 12 242 (10,27%)

- 2010:

1. Abchazi: 42 342 (67,3%)
2. Rosjanie: 9 288 (14,8%)
3. Ormianie: 6 192 (9,8%)
4. Gruzini: 1 755 (2,8%)
5. Ukraińcy: 697 (1,1%)
6. Grecy: 645 (1,0%)

Według danych greckich w okresie po upadku ZSRR, wskutek samych tylko zamieszek i walk między organizacjami zbrojnymi różnych narodowości, z tłem rabunkowym, straciło życie około 200 miejscowych Greków. Toteż w sierpniu 1993 grecki prom “Viscountess”, chroniony przez oddział 30 komandosów, wmieszanych w załogę cywilną, ewakuował z Suchumi 1013 Greków i Greków Pontyjskich.

## Miasta partnerskie
- Cchinwali, Gruzja
- Podolsk, Rosja
- Tyraspol, Mołdawia